# La mansión de los espectros
La mansión de los espectros es una historieta creada en 1948 por Vázquez para la revista Pulgarcito de Editorial Bruguera. Se la considera la primera obra maestra del autor, que publicó otras obras similares en el mismo año: El caserón diabólico, para la misma revista, y El misterio de la casa apolillada. Una aventura de Heliodoro Hipotenuso, para El Campeón, Tres de sus personajes, Mofeta, Jimmy Pintamonas y Mr. Lucky, contaron, además, con su propia serie ese mismo año en Pulgarcito.

## Características
La mansión de los espectros se diferencia de la mayoría de las series de la Escuela Bruguera en una serie de rasgos:
- Se aleja de la crítica costumbrista, presentando un argumento fantástico.
- Muestra una gran variedad, nada realista, de efectos y encuadres visuales.[1]

Vázquez muestra en ella, a pesar de su juventud, su dominio de la puesta en escena y la síntesis narrativa, además de un trazo muy expresivo.

## Argumento
Diferentes personajes, a cual más variopinto, van llegando a una mansión abandonada en la que son sometidos a crueles vejaciones por un diminuto duende.